# Luis Gregorio Ramos Misioné
Luis Gregorio Ramos Misioné (Lugo, 15 de mayo de 1953) es un deportista español que compitió en piragüismo en la modalidad de aguas tranquilas.
Participó en tres Juegos Olímpicos de Verano entre los años 1976 y 1984, obteniendo una medalla de plata en Montreal 1976 (en el K-4 1000 metros junto con José María Esteban Celorrio, José Ramón López Díaz, Herminio Menéndez) y una de bronce en Moscú 1980 (en el K-2 1000 metros junto con Herminio Menéndez). Ganó ocho medallas en el Campeonato Mundial de Piragüismo entre los años 1975 y 1982.

## Palmarés internacional
| Juegos Olímpicos   | Juegos Olímpicos      | Juegos Olímpicos  | Juegos Olímpicos |
| Año                | Lugar                 | Medalla           | Competición      |
| ------------------ | --------------------- | ----------------- | ---------------- |
| 1976               | Montreal (Canadá)     | Medalla de plata  | K4 1000 m        |
| 1980               | Moscú (URSS)          | Medalla de bronce | K2 1000 m        |
| Campeonato Mundial |                       |                   |                  |
| Año                | Lugar                 | Medalla           | Competición      |
| 1975               | Belgrado (Yugoslavia) | Medalla de bronce | K1 4 × 500 m     |
| 1975               | Belgrado (Yugoslavia) | Medalla de oro    | K4 1000 m        |
| 1977               | Sofía (Bulgaria)      | Medalla de bronce | K4 500 m         |
| 1977               | Sofía (Bulgaria)      | Medalla de bronce | K4 1000 m        |
| 1978               | Belgrado (Yugoslavia) | Medalla de plata  | K4 500 m         |
| 1978               | Belgrado (Yugoslavia) | Medalla de bronce | K4 1000 m        |
| 1979               | Duisburgo (RFA)       | Medalla de bronce | K2 10 000 m      |
| 1982               | Belgrado (Yugoslavia) | Medalla de bronce | K2 1000 m        |